# 摩西·阿伦斯

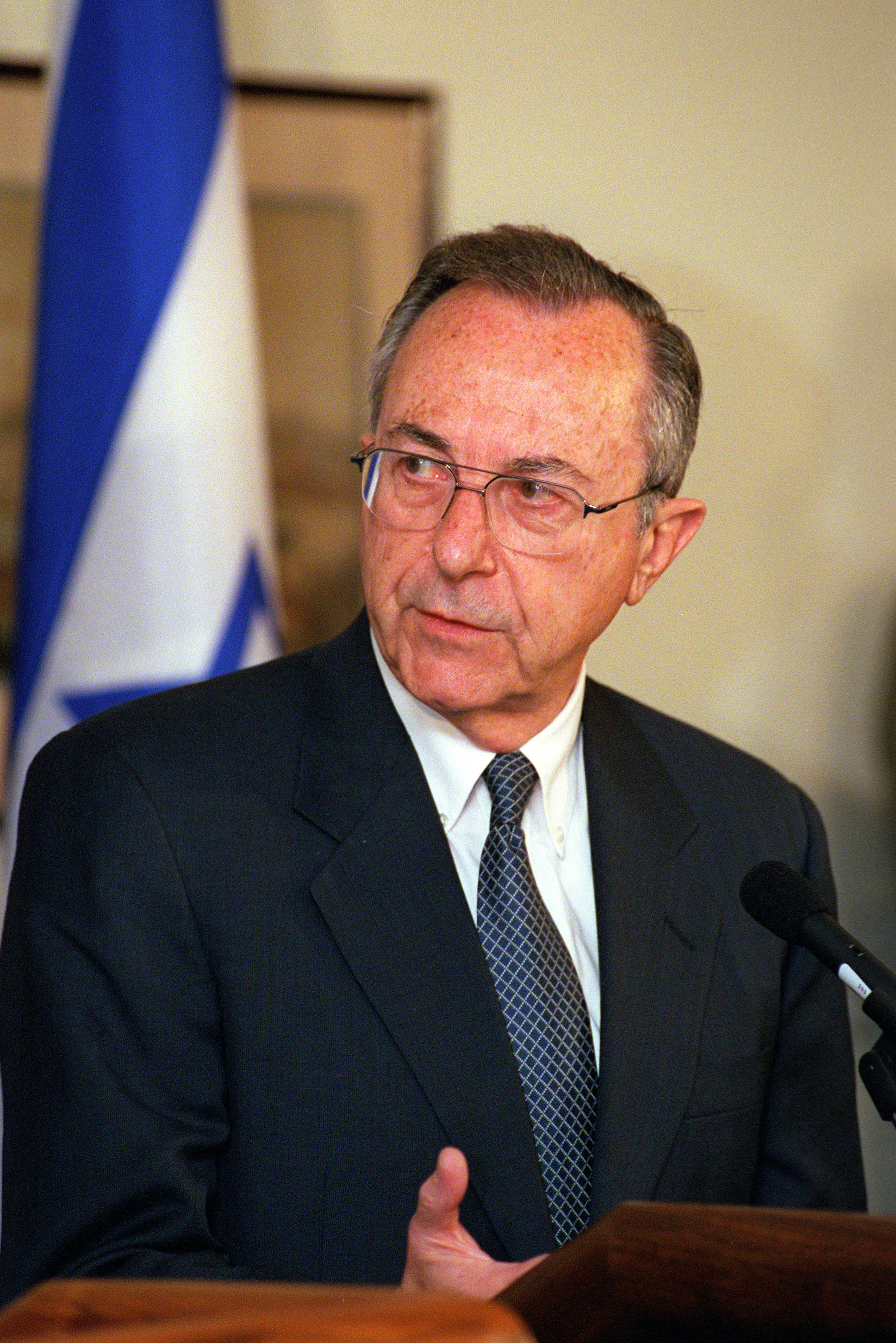

摩西·阿伦斯（希伯來語：משה ארנס，1925年12月27日—2019年1月7日），以色列航空工程师，政治人物。

## 生平
1973年至1992年、1999年至2003年，两次以利库德身份担任以色列议会议员。摩西·阿伦斯曾3次担任以色列国防部长，1次担任外交部长。